# Cimetière militaire du Commonwealth de Bazenville
Le cimetière militaire britannique de Bazenville est un cimetière militaire de la Seconde Guerre mondiale, situé sur le territoire de la commune de Bazenville, dans le département du Calvados, en France.

## Historique
Le cimetière a été créé dès le 8 juin 1944 à proximité de Gold Beach, où avait débarqué le 6 juin la 50° Division Britannique.

## Caractéristiques

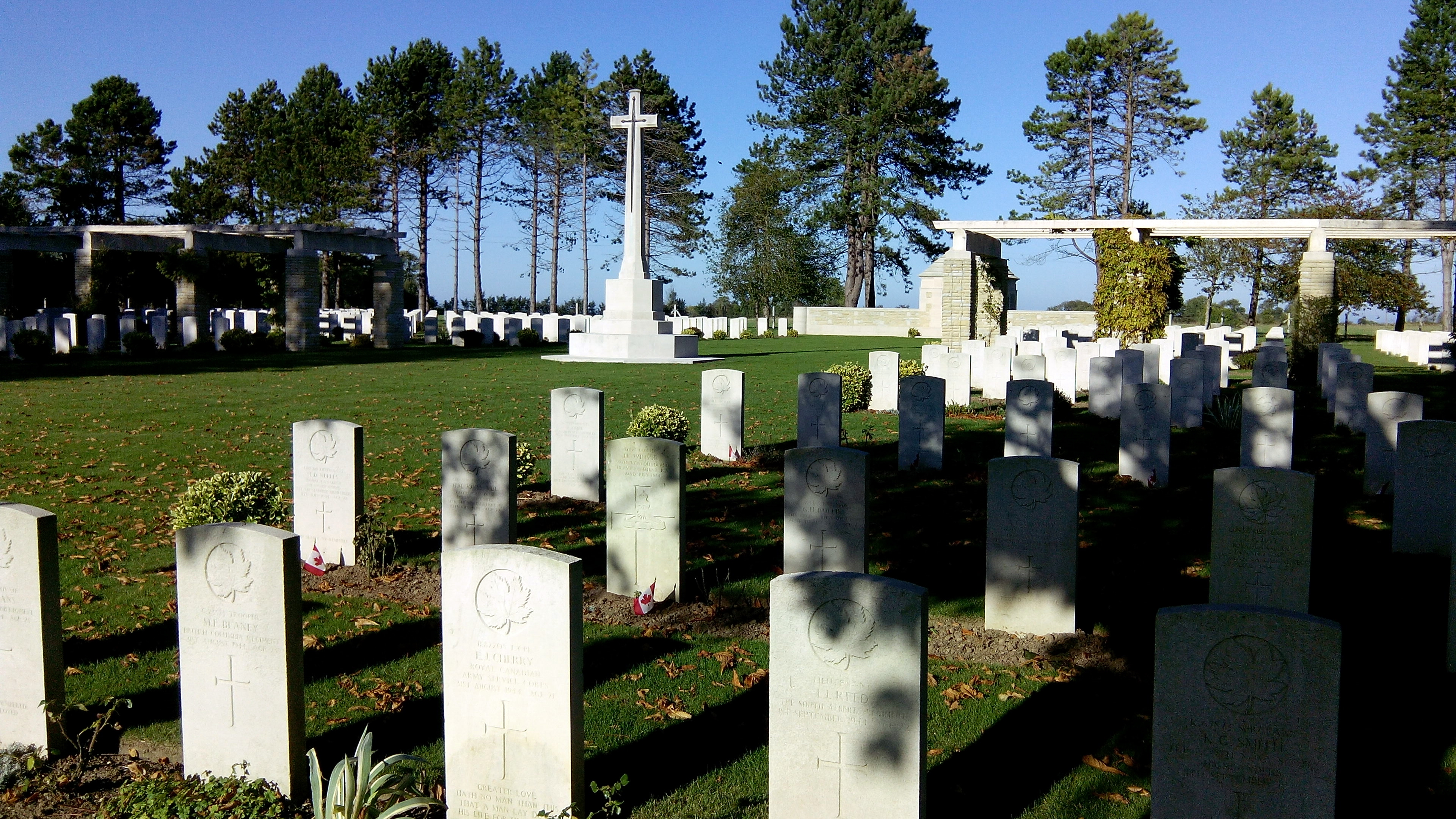
Détail des tombes canadiennes.

Il compte 979 tombes. La plupart, britanniques (630), abritent essentiellement des soldats de la 69° Brigade d'infanterie Britannique. On trouve aussi 21 sépultures canadiennes, 1 australienne, 1 polonaise et 326 tombes allemandes.